# Podișul Casimcei
Podișul Casimcei este o unitate fizico-geografică (de relief) situată în partea centrală a Dobrogei. Este cel mai vechi pământ românesc la zi, originile sale fiind datate în perioada mișcărilor Baikaliene. Limitele sale nordică și sudică sunt marcate de falii adânci și anume Peceneaga-Camena (nord) și Capidava-Ovidiu (sud).
 Cele două linii de falie delimitează podișul propriu-zis, care apare ca un horst nivelat alcătuit din șisturi verzi, de vârstă precambriană (cele mai vechi roci de pe teritoriul României).
Altitudinile medii se mențin în jurul valorii de 150–200 m, culmea principală se extinde către nord, unde se realizează contactul cu Podișul Babadagului. Aici se întâlnesc dealuri înate de peste 300 m (La Pandele (395 m) - cea mai ridicată valoare din podiș, Ciolpan (359 m), Osâmbei (332 m). În sud-vestul podișului, pe cuvertura de calcare jurasice și cretacice, a luat naștere un relief carstic.

## Descrierea Podișului
În partea nordică a județului Constanța se desfășoară marginea sudică a Podișului Casimcea, format din șisturi verzi strâns cutate, pe care se găsesc calcare jurasice și depozite de loess.
Partea centrală a podișului, cu înălțimi între 100 și 200 m în cea mai mare parte, are un relief larg ondulat cu fragmentare slabă și presărat cu rari martori de eroziune (colți stâncoși de șisturi verzi numite „filade”) care străbat cuvertura de loess.
Marginea dunăreană a Podișului Casimcea este puternic fragmentată de văi adânci și asimetrice tributare Dunării, cu versanți supuși eroziunii torențiale.
Spre sud, marginea litorală a Podișului Casimcea este marcată de doua trepte de abraziune marină formând litoralul Mării Negre.
În partea de sud-est a Podișului Casimcea, rocile calcaroase au permis dezvoltarea reliefului carstic reprezentat prin lapiezuri, doline, polii, peșteri, de mici dimensiuni ( de exemplu peșterile La Adam și Gura Dobrogei) și văi în chei (Cheile de la Gura Dobrogei).
În Valea Casimcei, între localitățile Cheia - Târgușor - Gura Dobrogei au fost descoperite 15 peșteri cu mare importanță arheologică și paleontologică: Peștera Mireasa, Peștera de la Ghilingic, Peștera Babei, Peștera La Adam, Peștera Casian, Peștera Liliecilor, foarte bogate în fosile și ceramică.

## Etimologie
Etimologia provine din limba turcă, de la Kasım („darnic”).

## Rezervații naturale
Particularitățile geologice precum și varietatea de specii fito-faunistice au determinat autoritățile să înființeze o serie de rezervații naturale.

### Județul Tulcea[2]
- Rezervația naturală Valea Mahomencea
- Rezervația naturală Dealul Ghiunghiurmez
- Rezervația naturală Bediaud
- Rezervația naturală Casimcea
- Rezervația naturală Războieni
- Rezervația naturală Colțanii Mari
- Rezervația naturală Peceneaga
- Rezervația naturală Măgurele

### Județul Constanța[3]
- Masivul Geologic Cheia
- Peștera La Adam
- Peștera Gura Dobrogei